# Aatsi
Aatsi (en georgiano: ააცი; en abjasio: Аацы, romanizado: Aatsy) es un pueblo que pertenece a la parcialmente reconocida República de Abjasia, parte del distrito de Gudauta, aunque de iure pertenece al municipio de Gudauta de la República Autónoma de Abjasia de Georgia.

## Geografía
Por Aatsi fluye el río Aapsta y está situado a 10 km al noreste de Gudauta. Limita con los terrenos montañosos de los montes de Bzypi en el norte y Achandara en el noroeste; Abgharjuki en el oeste; Mtsara y Anujva en el oeste; Primorskoye hacia el sur.

## Historia
El pueblo histórico de Aghatso está marcado en el mapa turco de la segunda mitad del siglo XVII como "Jihan-Numa" bajo el nombre de Agcha. En el mapa del oeste de Georgia en 1737, hay un río llamado "Aghatso", al que Vajushti Batonishvili se refiere como "Aghatso Tskali". El nombre del río se deriva del nombre del pueblo. Cuando los abjasios se establecieron aquí, se llamaba Atsi. En ese momento, el pueblo estaba habitado principalmente por abjasios cuya religión era el islam sunita. Durante el Muhayir o genocidio circasiano, muchas de estas personas abandonaron Abjasia y colonos de Rusia y Ucrania llegaron a los territorios del pueblo de Aatsi, casi abandonados alrededor de 1880. Sin embargo, el pueblo de Aatsi siguió siendo el único asiento en Abjasia donde vivía la mayoría de la población islámica después de Muhayir. Los nuevos colonos establecieron una aldea separada, Baklanovka o Baklanka, que lleva el nombre del general de las guerras caucásicas Yakov Baklanov.
La proporción de abjasios en la aldea luego cayó a alrededor del 20% a principios del siglo XX, y los ucranianos siguieron siendo el grupo étnico dominante. En 1923, cinco pueblos de los alrededores fueron anexionados a Aatsi, y en 1952 fue Baklanovka. Según el censo de 1926, Baklanka era el único pueblo de Abjasia con una mayoría relativa de ucranianos.

## Demografía
La evolución demográfica de Aatsi entre 1886 y 2011 fue la siguiente:
| 982                                                 | 987 | 1331 | 1396 | 1061 |
| (Fuente: Population of Abkhazia since Soviet times) |     |      |      |      |

La población ha disminuido casi un 25% con el final de la guerra de Abjasia. En la actualidad la mayoría de la población es abjasia, aunque en el pasado tenía a rusos y georgianos como mayoría.
|              | 2011      | 2011       |
| Grupo étnico | Población | Porcentaje |
| ------------ | --------- | ---------- |
| Georgianos   | 0         | 0%         |
| Abjasios     | 1023      | 96,4%      |
| Rusos        | 28        | 2,6%       |
| Armenios     | 4         | 0,4%       |
| Griegos      | 2         | 0,2%       |
| Total        | 1061      | 100%       |

## Infraestructura

### Arquitectura y monumentos
El pueblo conserva las ruinas de una antigua iglesia ortodoxa, la iglesia de Aatsi, construida en 1845 por el hermano del príncipe abjasio, Alexander Shervashidze. Se le ha otorgado el estatus de monumento del patrimonio cultural de Georgia.

### Transporte
La carretera principal desde la frontera con Rusia hasta Sujumi pasa por el pueblo.

## Personas ilustres
- Sharaj Pachalia (1914-2000): director y actor teatral y de cine abjasio, galardonado con el premio Artista del Pueblo de la URSS.
- Igor Maryjuba (1946): político e historiador abjasio fundador del Partido Popular de Abjasia.